# Ziziphus mucronata
Ziziphus mucronata, és una espècie de planta que es troba dins la família de les ramnàcies. És originària d'Àfrica central. Està relacionada amb la papallona de l'espècie Tarucus sybaris la qual hi diposita els ous per tal que les larves s'hi alimentin de les fulles.

## Descripció
Z. mucronata és un arbre més aviat petit o de mida mitjana, que pot fer fins a uns 9 metres d'alçada. L'escorça és d'un color gris fosc, la qual pot fissurar-se en peces rectangulars. Les branques presenten un aspecte caigut. Els brots marró-vermellosos a vegades apareixen entre els parells d'espines. Les fulles són en forma d'ou, amb l'àpex mucronat potser per això li ve el nom a l'epítet específic (mucronata). Presenten tres línies o nervis que surten de la base de la fulla d'un color verd lluent. Al revers de la fulla trobem pilositat llanosa i presenten un pecíol d'uns 7 mm de longitud. Les flors són petites de color groguenc, poc aparents (inconspícues) i disposades en raïms axil·lars atapeïts. La floració es produeix entre el novembre i el febrer i són productores de bastant nèctar. El fruit que produeixen és esfèric d'uns 1,5 cms de diàmetre els quals normalment romanen a l'arbre durant l'hivern fins que cauen les fulles.

## Distribució, hàbitat i Etnobotànica
Es pot trobar en gran varietat d'hàbitats, en boscos oberts, sovint en sòls al·luvials a banda i banda dels rius, i també en monticles de tèrmits. S'ha considerat com un indicador de la presència d'aigua subterrània. És una espècie que té nombrosos usos medicinals i les llavors s'han utilitzar per a l'elaboració de comptes de rosari. Si es cuinen les arrels es poden aplicar a manera de cataplasma per a remeiar diversos dolors.

### Sinonímia
- Ziziphus madecassus H. Perrier eol.org
- Ziziphus mucronata subsp. mucronata eol.org